# عدنان فلاته
عدنان إبراهيم فلاته (مواليد 20 أكتوبر 1983) هو لاعب كرة قدم سعودي، تدرج في الفئات السنية لنادي الاتحاد السعودي حيث لعب مع فريق الناشئين بعد ذلك الشباب ثم الفريق الأولمبي، حتى وصل للفريق الأول، ويلعب في منطقة الظهير الأيسر. ظل احتياطيا في الفريق إلى أن أصيب الظهير الأيسر صالح الصقري، فأصبح أساسي مكانه مع الفريق، وقد حقق مع الاتحاد بطولة دوري ابطال آسيا 2005، وقدم مستويات كبيرة مع الفريق. انتقل عدنان إلى فريق الوحدة على سبيل الإعارة، حيث لعب لمدة موسم واحد، بعدها انتقل إلى فريق النصر، الذي لم يمكث فيه طويلا لينتقل بعد ذلك إلى الفتح بالأحساء، وقدم مستويات جيدة ولكنه أيضًا لم يدم طويلا في النادي الأحسائي لينتقل بعدها إلى فريق التعاون في بريدة، الذي لعب معه لثلاثة أعوام وقدم مستويات مميزة مع الفريق. عاد بعدها إلى فريقه السابق والأول الاتحاد ولعب معهم موسمين. إنتقل إلى القادسية ثم إلى نادي أبها الذي كان أخر فريق لعب له.

## روابط خارجية
- عدنان فلاته على موقع الاتحاد الدولي (مؤرشف)  (الإنجليزية)
- عدنان فلاته على موقع قاعدة بيانات كرة القدم.إي يو (الإنجليزية)
- عدنان فلاته على موقع Soccerway.com (الإنجليزية)
- عدنان فلاته على موقع كووورة